# إغناثيو لاجو
إغناثيو لاجو (بالإسبانية: Manuel Ignacio Lago)‏ هو لاعب كرة قدم أرجنتيني في مركز الهجوم، ولد في 5 أغسطس 2002 في إيسيدرو كاسانوفا في الأرجنتين. لعب مع نادي ألميرانته براون.

## وصلات خارجية
- إغناثيو لاجو على موقع قاعدة بيانات كرة القدم.إي يو (الإنجليزية)
- إغناثيو لاجو على موقع Soccerway.com (الإنجليزية)